# جسیکا رین
جسیکا رین (به انگلیسی: Jessica Raine) (زاده ۲۰ می ۱۹۸۲) بازیگر انگلیسی است.
از فیلم‌هایی که وی در آن نقش داشته است می‌توان به رابین هود و پاتریک ملروز اشاره کرد.